# Týnec (ort i Tjeckien, Södra Mähren)
Týnec är en ort i Tjeckien.   Den ligger i regionen Södra Mähren, i den sydöstra delen av landet, 240 km sydost om huvudstaden Prag. Týnec ligger 167 meter över havet och antalet invånare är 1 021.
Terrängen runt Týnec är platt. Runt Týnec är det ganska tätbefolkat, med 90 invånare per kvadratkilometer. Närmaste större samhälle är Hodonín, 11,6 km nordost om Týnec. Omgivningarna runt Týnec är en mosaik av jordbruksmark och naturlig växtlighet.